# Datang’an (köpinghuvudort i Kina, Zhejiang Sheng, lat 29,69, long 120,16)
Datang'an (kinesiska: 大唐庵, Datang’an, 大唐镇) är en köpinghuvudort i Kina. Den ligger i provinsen Zhejiang, i den östra delen av landet, omkring 62 kilometer söder om provinshuvudstaden Hangzhou. Antalet invånare är 79 638. Befolkningen består av 39 678 kvinnor och 39 960 män. Barn under 15 år utgör 11,0 %, vuxna 15-64 år 84 %, och äldre över 65 år 4,0 %.
Runt Datang'an är det tätbefolkat, med 442 invånare per kvadratkilometer. Närmaste större samhälle är Zhuji, 8,1 km öster om Datang'an. Trakten runt Datang'an består till största delen av jordbruksmark.
Genomsnittlig årsnederbörd är 2 020 millimeter. Den regnigaste månaden är juni, med i genomsnitt 365 mm nederbörd, och den torraste är januari, med 79 mm nederbörd.